# محافظة القريات
محافظة القريات هي إحدى محافظات منطقة الجوف شمال السعودية، وعاصمتها الإدارية مدينة القريات.

## السكان
- بلع عدد سكان القريات (195,016) نسمة حسب تعداد السعودية 2022، عدد السعوديين (149,416) نسمة، وعدد غير السعوديين (45,600) نسمة.[3]
- بلغ عدد سكان القريات وحدها 116.162 نسمة، أما إجمالي عدد سكان المحافظة مع المراكز والقرى التابعة لها 147.550 نسمة، حسب التعداد السكاني لعام 2010.[4]

## الجغرافيا والتضاريس
وادي السرحان من الأودية الشهيرة بالمملكة وترفده العديد من الأودية مثل المخروق وباير وحصيدة الغربية والشرقية والحصاة وسمرمدا وغيرها من الأودية القادمة من الهضبة الأردنية، ويمتد هذا الوادي من حوران في جنوب سوريا وحتى قرب الجوف ويبلغ طوله ما يزيد على 350 كم ويعرض بتفاوت بين 20-30 كم، وتقع القريات ((المدينة)) على ضفته الجنوبية وكذلك بعض القرى بينما تقع قرى أخرى على ضفته الشمالية بمحاذاة الحرة وهو عبارة عن تشكل سطحي يعود إلى العصر الجيولوجي الرابع ((الحقبة الحديثة)) وقد نشأ عن تصدع الهضبة الأردنية أو ما يسمى تاريخياً ((البياض)) وتصدع حافة الحماد من الجهة الغربية أو ما يعرف تاريخياً ((ببادية السماوة)) وظهور الكتل البركانية شمال الوادي ويلاحظ أن السفوح المطلة على شمال الوادي، وهي عبارة عن مرتفعات بركانية ويشاهد على قممها فوهات بركانية خامدة وقد شكلت الرمال التي حملتها الرياح على هذه التلال لوحة تمثل رأس وخطة الشيب وخصوصاً الجزء الغربي من الحرة وربما لهذا السبب أطلق اسم ((الشامة)) على هذا الجزء من الحرة وتتشكل تضاريس المنطقة من:
- في الشمال وعلى وادي السرحان من الغرب إلى الشرق وكذلك في أقصى جنوب المنطقة ((الطبيق)) تتكون الحرارة من بازلت الطفح البركاني ورواسب أخرى من العصر الرباعي.
- في جنوب المنطقة الأدنى وعلى امتداده من الغرب إلى الشرق وهو امتداد الهضبة الأردنية يتشكل الحجر الجيري أما سرير الوادي فيتشكل من الترسبات الطينية التي تملأ المخفض بالترسبات الجيرية الرملية والمناطق الطينية والبازلتية، وهي حديثة العهد من الناحية الجيولوجية حسب ما يشير المصدر، فإن الترسبات التي تقع تحتها من الدرجة الثالثة وهذه الصخور تكون جزء من الدرع الجيولوجي العربي الذي يبرز في أكثر نواحي المملكة، وفي القريات تخللت هذه الصخور الرسوبية من الدرجة الثالثة إلى عمق من 1200 متر وتستمر الصخور الطباشيرية تحتها إلى عمق 2000 متر. وتتشكل الممالح في شمال شرق القريات بمحاذاة المنطقة البازلتية وأمام اختلاف التضاريس في الوادي وتجتمع السبخات والصور الطبيعية لتكوين الوادي. وتقول المعلومات أن الوادي كان يسيل في العصور المطيرة وهناك استدلال جيولوجي يقول : ((أنه حين بدأ الدور الجيولوجي الثالث وخاصة ((البليوسين)) و((الأوليفوسين)) بدأ تشكل الحجر الجيري ويعتقد أن المنطقة قد غمرتها المياه وبدأت الترسبات البحرية وذلك بأسباب اندفاع القاعدة الغربية نحو الشمال وغوص قسم منها تحت الالتواءات الألبية لهضبة الأناضول مما سبّب ميل القاعدة وغمر المياه لهذه المنطقة وظهرت تربة كلسية بيضاء حاوية قواقع بحرية.

## أهم القرى والمراكز
- قرية القرقر: تقع على الطريق الدولي باتجاه طريف وتبعد ما يقارب 35 كم عن القريات.
- قرية العقيلة: وبها السور القديم وهي تقع في الشمال الشرقي من المحافظة حوالي 8 كم.
- قرية غطي: وتقع في شمال شرقي المحافظة حوالي 25 كم.
- قرية الناصفة: وتقع باتجاه الشرق من المحافظة حوالي 45 كم.
- قرية جماجم: وتقع باتجاه الشرق من المحافظة حوالي 50 كم.
- قريه الرديفة: وتقع على الطرق الدولي المتجه شرقا مرورا بطبرجل إلى باقي مدن المملكة.
- قرية قليب خضر: باتجاه الشرق حوالي 80 كم.
- قرية كاف: كانت قديماً مقر الحكم حتى عام 1357هـ، وتقع شمال شرق مدينة القريات حالياً وتبعد عنها حوالي 25 كم عبر طريق معبد، وتعتبر من أقدم قرى المحافظة.
- قرية إثرة: تعتبر التوأم لقرية كاف، تبعد عن مدينة القريات حوالي 42 كم، وتشتهر بتراثها، ويوجد فيها مبنى أثري يسمى بقصر المذهن «نسبة للشيخ محمد بن سلطان المذهن».
- قرية عين الحواس: تقع على الطريق الدولي باتجاه مدينة طريف وتبعد عن مدينة القريات حوالي 33 كم، وسميت بالعين لتوفر عيون المياه فيها، ويعيش فيها من قبيلة السرحان آل دهام وآل عيسى.
- قرية منوة: تقع على الطريق الدولي الممتد نحو مدينة طريف وتبعد عن مدينة القريات حوالي 32 كم، وهي قرية كثيرة العيون ومناهل المياه.

ويرتبط بالقريات عدد من المراكز هي:
- مركز الحديثة: ويضم إسكان الحديثة ومستشفى الحديثة.
- مركز العيساوية ويبعد 95 كم تقريبا من القريات.
- مركز الناصفة.

## منفذ الحديثة الحدودي
يعتبر منفذ الحديثة من أكبر وأهم المنافذ البرية في المملكة والشرق الأوسط ويقع غرب محافظة القريات (30) كم، ويعد المنفذ من أكبر المنافذ في الشرق الأوسط حيث يربط المملكة برياً بكل من الأردن وسوريا ولبنان وتركيا، وكذلك القادمين للحج والعمرة من تركيا وروسيا والشيشان وغيرها من الجنسيات، وكذلك بضائع الشحن للتصدير والتوريد.